# Dorfkirche Bausenhagen

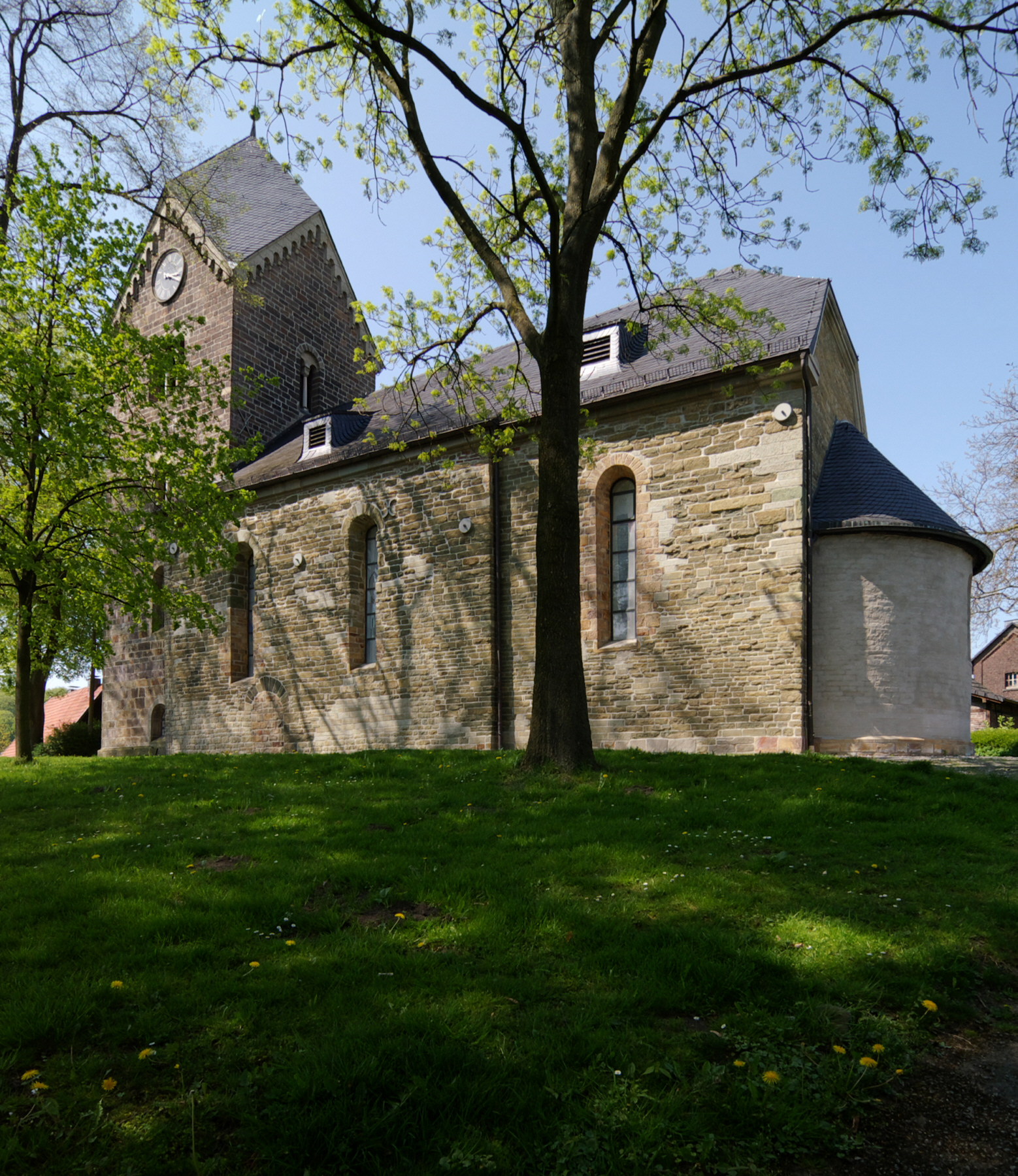
Dorfkirche Bausenhagen

Die denkmalgeschützte Dorfkirche Bausenhagen steht in Bausenhagen, einem Stadtteil von Fröndenberg/Ruhr im Kreis Unna von Nordrhein-Westfalen. Die Kirche gehört zum Kirchenkreis Unna der Evangelischen Kirche von Westfalen.

## Beschreibung
Die unverputzte Saalkirche besteht aus einem Langhaus mit zwei Jochen, das mit einem Satteldach bedeckt ist, einem eingezogenen quadratischen Chor im Osten, der mit einem Krüppelwalmdach bedeckt ist, der an seiner Nordwand angebauten Sakristei und der an seiner Ostwand angebauten Apsis sowie einem Kirchturm im Westen, dessen oberstes Geschoss die Turmuhr und den Glockenstuhl mit zwei Kirchenglocken beherbergt und der mit einem Rhombendach bedeckt ist. Der Innenraum des Chors ist mit einem Kreuzgratgewölbe überspannt. Die Fenster wurden 1998 von Andreas Felger farbig gestaltet. Ein Teil des Kirchengestühls stammt aus dem aufgehobenen Kloster Scheda. Die Orgel mit 16 Registern auf zwei Manualen und Pedal wurde 2007 als Opus 268 von Thomas Jann Orgelbau errichtet.
Die drei Bronzeglocken wurden 1678 (fis′), 1962 (a′) und 1933 (cis″) gegossen. Die große Glocke ist die älteste erhaltene Glocke der Stadt Fröndenberg.